# Vassílios Tsírkas
Vassílios Tsírkas (en grec moderne : Βασίλειος Τσίρκας), né le 1er juin 1981 à Athènes, est un homme politique grec.

## Biographie
Aux élections législatives grecques de janvier 2015, il est élu député au Parlement hellénique sur la liste de la SYRIZA dans la circonscription d'Arta. Il est élu secrétaire pour la première session de la XVIe législature avec 213 votes positifs le 6 février.